# Digital Content Creation
Als Digital Content Creation wird der Bereich innerhalb einer Produktionspipeline bezeichnet, der sich mit der Erstellung von multimedialen Inhalten beschäftigt. Darunter werden verschiedenste Technologien zusammengefasst. Generell fallen alle Werke, die grafischer Natur sind und computergestützt erzeugt wurden, in den Bereich der DCC. Da die Erstellung dieser Inhalte meistens ein kreativer Prozess ist, wird eine Fachkraft innerhalb eines Bereiches der DCC fast immer als Artist bezeichnet (3D-Artist, Compositing-Artist …).
Der Begriff Content Creator (Medienschaffender) hingegen bezeichnet zumeist Personen mit Produktionswissen, die die Schaffung von Inhalten kreativ leiten (z. B. Regie führen). Die digitale Content Creation findet heutzutage oftmals außerhalb der Unternehmen statt, für die sie erfolgt, da die Spezialisierung und das Know-how von Artists und Content Creators innerhalb eines Unternehmens selten geleistet werden kann beziehungsweise gegeben ist, so dass üblicherweise auf Projektbasis für verschiedene Kunden gearbeitet wird. Der Übergang zur Tätigkeit von Influencern ist fließend.

## Richtlinien zur Inhaltserstellung
Inhaltsplattformen haben Richtlinien eingeführt, um Desinformation und schädliche Inhalte zu verringern. YouTube entfernt Inhalte mit potenziell schädlichen Falschinformationen und bevorzugt verifizierte Quellen. Meta löscht Inhalte, die zu Gewalt oder Schaden aufrufen, und arbeitet mit externen Faktenprüfern zusammen, stellte aber Anfang 2025 die Faktenprüfung politischer Inhalte ein. TikTok kennzeichnet ungeprüfte Inhalte und warnt vor deren Weitergabe.
Diese Richtlinien beeinflussen die Erstellung und Monetarisierung von Inhalten. Verwarnungen und Sperren schränken die Reichweite und Einnahmen der Ersteller ein und können zu Selbstzensur führen. Fachleute fordern mehr Transparenz und öffentliche Kontrolle der Durchsetzungspraktiken.
Die Durchsetzung der Richtlinien variiert je nach Plattform. YouTube nutzt ein Drei-Stufen-Modell mit Verwarnungen und möglichen Sperren, TikTok schränkt Funktionen ein und sperrt Konten bei wiederholten oder schweren Verstößen, und Meta entfernt weiterhin Inhalte mit nachweislich schädlicher Desinformation.
Die begrenzte Transparenz der Plattformen erschwert die Bewertung der Entscheidungen. Fachleute empfehlen daher öffentliche Berichte und externe Audits, um Inhalte fairer und nachvollziehbarer zu machen.

## Branchen
- Rundfunkproduktion (Film und Fernsehen, online- und soziale Medien, Visual Effects …)
- Video (Cutting, Compositing, Visualeffects …)
- 3D-Computergrafik (Modellierung, Rendering, Texturing, Lighting, Scenesetup, Computerspiele …)
- 2D-Computergrafik (Webdesign, Print …)
- Web (HTML, CMS …)
- Digitale Kunst
- Design